# 帕特尔纳德尔坎波
帕特尔纳德尔坎波，是西班牙安达卢西亚自治区韦尔瓦省的一个市镇。总面积132平方公里，总人口3858人（2001年），人口密度29人/平方公里。